# Osmanistik
Die Osmanistik ist ein Teilgebiet der Orientalistik und bezeichnet die Wissenschaft von der Geschichte und Kultur des Osmanischen Reiches. Aufgrund der Genese des Osmanischen Staates berührt die Osmanistik die Fächer Islamwissenschaft und Turkologie, aber auch Arabistik, Iranistik, Byzantinistik sowie die Geschichte Südosteuropas.

## Entwicklung der Osmanistik
In der Frühen Neuzeit setzten sich insbesondere Dolmetscher (Dragomane) und Diplomaten mit der Sprache, Kultur und Geschichte der Osmanen auseinander. Als eigentlicher Begründer der wissenschaftlichen Osmanistik gilt der Österreicher Joseph von Hammer-Purgstall (1774–1856). Nicht zuletzt wegen seiner zehnbändigen Geschichte des Osmanischen Reiches sowie der ausgeprägten Kontakte der Donaumonarchie nach Konstantinopel waren deutschsprachige Wissenschaftler bis in die 1950er Jahre tonangebend in der Osmanistik.